# Jaromír Uhlíř
Jaromír Uhlíř (24. března 1924, Starovice – 10. prosince 1974, Brno) byl český lékař – chirurg.

## Biografie
Jaromír Uhlíř se narodil v roce 1924 ve Starovicích u Brna, jeho otcem byl úředník Jaromír Uhlíř. Mezi lety 1935 a 1939 studoval gymnázium v Hustopečích a mezi lety 1939 a 1943 studoval gymnázium v Telči. Mezi lety 1945 a 1949 vystudoval Lékařskou fakultu Masarykovy univerzity. V roce 1950 nastoupil do chirurgického oddělení Nemocnice v Třebíči a následně do roku 1958 prošel ještě chirurgickými odděleními nemocnic v Dačicích a Havlíčkově Brodě. V roce 1958 nastoupil do chirurgické kliniky Fakultní nemocnice u sv. Anny v Brně a v následujícím roce získal titul kandidáta věd, v roce 1963 se pak stal doktorem věd. Roku 1962 se habilitoval v oboru patologie a terapie nemocí chirurgických. V roce 1964 se stal vedoucím chirurgické kliniky u sv. Anny a roku 1968 byl jmenován profesorem chirurgie. Byl prvním, kdo v Brně provedl transplantaci ledviny. Kliniku vedl až do své smrti v roce 1974, zemřel náhle na pracovišti. Je pohřben na Ústředním hřbitově v Brně.
Jeho bratrem byl profesor MUDr. Miloslav Uhlíř. Obdržel Cenu osvobození města Brna.